# Юкатан
Юката́н (исп. Yucatán) — полуостров в Центральной Америке, отделяющий Мексиканский залив от Карибского моря. Северную часть полуострова занимают мексиканские штаты Юкатан, Кампече и Кинтана-Роо (Ривьера Майя). Юг полуострова относится к государствам Гватемала и Белиз. Климат тропический и жаркий. На влажном юге основную часть территории занимает тропический лес, по мере продвижения на север климат становится суше.

## История
На северо-западе полуострова Юкатан находится кратер Чикшулуб, образовавшийся 65 миллионов лет назад предположительно в результате падения большого метеорита, опустошившего значительную часть земли и, по одной из гипотез, приведшего к исчезновению динозавров.
Скелет 15-летней девочки (Naia), обнаруженный в затопленной пещере Ойо-Негро (пещерная система Сак-Актун) в штате Кинтана-Роо на полуострове Юкатан оценивается возрастом 13 тыс. лет. У Найи генетиками была определена митохондриальная гаплогруппа D (субклада D1). Мужчина из затопленной пещеры Чан Хол на восточном берегу полуострова Юкатан близ древнего города Тулум также жил около 13 тыс. лет назад. ДНК из его костей извлечь не удалось.
С IV по X век Юкатан был центром цивилизации майя, оставившей многочисленные археологические артефакты и сооружения (особенно пирамиды). Самые известные места — города Чичен-Ица, Ушмаль, Тулум и другие. С 1007 по 1461 год здесь существовал мощный союз городов майя — Майяпанская лига, последние 250 лет существования которой фактическим гегемоном являлся Майяпан. После восстания, охватившего весь полуостров, Майяпан был разрушен, и ко времени появления здесь первых европейцев территория Юкатана была поделена на 16 небольших самостоятельных государств.
Первыми европейцами, достигшими берегов Юкатана, были испанские конкистадоры Франсиско Кордова в 1517 году и Хуан де Грихальва в 1518 году. Несмотря на раздробленность государств майя, они оказали испанцам достойный отпор и не позволили закрепиться на полуострове. В 1527 году Франсиско де Монтехо, получивший от испанского короля титул губернатора Юкатана, попытался завоевать полуостров, но майя, населявшие восточное побережье, особенно в Тулуме и Четумале, оказывали ожесточённое сопротивление и он потерпел неудачу. Так же неудачно окончилась его следующая попытка завоевать Юкатан в 1531—1535 гг.
К тому времени вся Мексика и Гватемала уже были завоёваны испанцами. Юкатан оставался последней крупной независимой территорией, и только в 1540 году испанцам удаётся покорить его. Столицей новой провинции испанцы сделали древний город Тихоо, переименованный в Мериду. Администрация полуострова неоднократно переходила из рук в руки между колонией Новая Испания (сегодняшняя Мексика) и Гватемалой. В 1822 году полуостров вошёл в состав независимой Мексиканской империи.
Существует несколько версий о происхождении названия полуострова. Все они сходятся в том, что наименование Юкатан образовалось в результате неправильной интерпретации фразы на юкатекском языке. Предлагаемые исходные фразы включают следующие:
- Ma’anaatik ka t’ann — Я не понимаю твою речь.
- Uh yu ka t’ann — Послушайте, как они говорят.
- Ci u t’ann — Не понимаю.
- Yuk’al-tan mayab — Все, кто говорит на языке майя.

В последующих десятилетиях неоднократно предпринимались попытки обрести независимость Юкатана. Имевшие локальную власть и собственность местные креолы-юкатеки считали себя отдельной нацией. В 1841—1848 годах на полуострове существовала Республика Юкатан, которая объявила об отделении от Мексики.
При восстании в 1847 году против центральной власти землевладельцы-юкатеки, стремясь найти себе сторонников, вооружили индейцев майя, однако те направили своё оружие не только против Мексики, но и против самих землевладельцев. Таким образом началась Кастовая война (т. н. юкатанская война рас), продолжавшаяся до 1901 года. Отдельные группы повстанцев существовали ещё долго после этого.